# Moon Bin
Moon Bin (hangul: 문빈; 26 stycznia 1998 w Cheongju, zm. 19 kwietnia 2023 w Seulu), znany pod pseudonimem scenicznym Moonbin – południowokoreański wokalista, aktor, tancerz i model w agencji Fantagio. Był członkiem południowo-koreańskiej grupy Astro i jej pierwszego sub-unitu Moonbin & Sanha.

## Śmierć
20 kwietnia 2023 roku o godzinie 00:50 czasu koreańskiego (KST) agencja Yonhap News podała informację, że Moon Bin zmarł wieczorem 19 kwietnia. Według południowokoreańskiej policji jego śmierć wyglądała na samobójczą.

## Dyskografia

### Albumy
| Data              | Tytuł albumu                               | Tytuł piosenki                               | Uwagi                                             |
| ----------------- | ------------------------------------------ | -------------------------------------------- | ------------------------------------------------- |
| 13 listopada 2017 | Fly Day                                    | Fly Day                                      | Piosenkę zaśpiewało 17 osób razem z Baek Ji Young |
| 30 kwietnia 2018  | FM201.8-04Hz: 언어 영역(Language Test)     | 언어 영역(Language Test) z Suyeon z WekiMeki |                                                   |
| 14 września 2020  | In-Out                                     | Eyez On U                                    | Moonbin & Sanha                                   |
| 14 września 2020  | In-Out                                     | Bad Idea                                     | Moonbin & Sanha                                   |
| 14 września 2020  | In-Out                                     | 섬(Alone)                                    | Moonbin & Sanha                                   |
| 14 września 2020  | In-Out                                     | All I Wanna Do                               | Moonbin & Sanha                                   |
| 14 września 2020  | In-Out                                     | Dream Catcher                                | Moonbin & Sanha                                   |
| 11 lutego 2022    | Ghost Town                                 | Ghost Town                                   | Moonbin & Sanha                                   |
| 15 marca 2022     | REFUGE                                     | WHO                                          | Moonbin & Sanha                                   |
| 15 marca 2022     | REFUGE                                     | BOO                                          | Moonbin & Sanha                                   |
| 15 marca 2022     | REFUGE                                     | DIA                                          | Moonbin & Sanha                                   |
| 15 marca 2022     | REFUGE                                     | Distance                                     | Moonbin & Sanha                                   |
| 15 marca 2022     | REFUGE                                     | Ghost Town                                   | Moonbin & Sanha                                   |
| 16 maja 2022      | Drive to the Starry Road                   | Let's Go Ride                                |                                                   |
| 2 sierpnia 2022   | Kakao Webtoon <Since I Met You> OST Part.1 | Dive Into You                                | Moonbin & Sanha                                   |
| 2 sierpnia 2022   | Kakao Webtoon <Since I Met You> OST Part.1 | Dive Into You (inst.)                        | Moonbin & Sanha                                   |

### Pisanie tekstów i komponowanie
All credits are listed under the Korea Music Copyright Association unless otherwise stated.
| Rok  | Tytuł                     | Artysta | Album                              | Tekściarz | Kompozytor |
| ---- | ------------------------- | ------- | ---------------------------------- | --------- | ---------- |
| 2017 | You and Me (Thanks Aroha) | ASTRO   | Winter Dream                       | T         | N          |
| 2018 | By Your Side              | ASTRO   | Rise Up                            | T         | N          |
| 2018 | Merry Go Round            | ASTRO   | Merry-Go-Round (Christmas Edition) | T         | N          |
| 2019 | Merry Go Round            | ASTRO   | All Light                          | T         | N          |
| 2020 | One & Only                | ASTRO   | One & Only – Single                | T         | N          |
| 2021 | Footprint                 | ASTRO   | Switch On                          | T         | N          |
| 2022 | Candy Sugar Pop           | ASTRO   | Drive to the Starry Road           | T         | N          |

### Telewizja i reality show
| Data | Nazwa stacji | Nazwa programu                                | Rola                          | Uwagi                                                                                                   |
| ---- | ------------ | --------------------------------------------- | ----------------------------- | --- |
| 2007 | SBS          | Star King                                     | jako mały U-Know Yunho z TVXQ | odcinek 13 (14 kwietnia 2007)                                                                           |
| 2015 | Mnet         | Unpretty Rapstar 2                            | jako widownia                 | pojawił się z mamą by kibicować swojej młodszej siostrze (Moon Sua) która dostała się półfinału/finału. |
| 2016 | MBC          | The Imaginarium                               | cameo                         | specjalny odcinek z okazji Chuseok (15 września 2016)                                                   |
| 2017 | KBS 2        | Hello Counselor                               | jako panelista                | razem z Cha Eunwoo (10 lipca 2017)                                                                      |
| 2018 | SBS MTV      | Yogobara                                      | jako gość                     | odcinek 3 (12 sierpnia 2018) razem z SinB                                                               |
| 2018 | tvN          | Wednesday Food Talk                           | jako gość                     | odcinek 186 (13 września 2018)                                                                          |
| 2018 | tvN          | Accidental Behavioral Science Research Center | jako gość                     | specjalny odcinek z okazji Chuseok (25 września 2018)                                                   |
| 2018 | XtvN         | The Ultimate Watchlist of Latest Trends       | członek obsady                | 1 sezon (6 października 2018 – 24 listopada 2018)                                                       |
| 2018 | O tvN        | Just Happened                                 | jako gość                     | 158 odcinek (7 listopada 2018)                                                                          |
| 2019 | MBC Plus     | Weekly Idol                                   | jako gość                     | 404 odcinek; razem z Lee Seung Hyub i Juyeon                                                            |
| 2019 | XtvN         | The Ultimate Watchlist of Latest Trends       | członek obsady                | 2 sezon (6 września 2019 – 21 grudnia 2019)                                                             |
| 2019 | JTBC         | Tell Me                                       | jako gość                     | 8 odcinek (8 września 2019)                                                                             |
| 2019 | KBS 2        | Battle Trip                                   | specjalny host                | 161 i 162 odcinek (19 października / 26 listopada)                                                      |
| 2020 | tvN          | Food Avengers                                 | członek obsady                | (23 czerwca – 29 lipca 2020)                                                                            |
| 2020 | MBC          | Favorite Entertainment                        | cameo                         | 11 odcinek (12 września 2020) z Yoon Sanhą                                                              |
| 2021 | MBC          | Idol Stars of the ISAC Legend Star            | jako gość                     | 1 odcinek (12 lutego 2021)                                                                              |
| 2021 | SBS          | MMTG Special Concert                          | członek obsady                | razem z Yoojung z WekiMeki (11,12 czerwca 2021)                                                         |
| 2021 | JTBC         | Class of Difference – Life Lesson Filming     | jako gość                     | (26 września 2021)                                                                                      |
| 2021 | Disney Plus  | Running Man:The One Who Runs & Play           | jako gość                     | 6 odcinek (8 grudnia 2021)                                                                              |
| 2021 | INSSA OPPA   | X: Endline, new beginning                     | członek obsady                | razem z JinJinem, Rockym, Yoon Sanhą oraz Minhyukiem i Hyungwonem z Monsta X (19 – 26 grudnia 2021)     |
| 2022 | Coupang Play | Saturday Night Live Korea                     | członek obsady                | 2 sezon (15 stycznia – 19 marca 2022)                                                                   |
| 2022 | INSSA OPPA   | INSSA IDOL: ASTRO HOSTEL                      | członek obsady                | razem z JinJinem i Yoon Sanhą (9 lutego – 16 marca 2022)                                                |
| 2022 | MBC          | Late Night Ghost Stories                      | jako gość                     | 46 odcinek (17 marca 2022)                                                                              |
| 2022 | MBC          | Surprise: The Secret Room                     | jako gość                     | 7 odcinek (23 marca 2022)                                                                               |
| 2022 | SBS          | Running Man                                   | jako gość                     | 604 odcinek (22 maja 2022) z Cha Eunwoo i Yoon Sanhą                                                    |
| 2022 | Channel A    | City Fisherman                                | jako gość                     | z JinJinem (3 – 17 września 2022)                                                                       |

### Dramy
| Rok  | Rodzaj    | Nazwa Stacji  | Tytuł dramy                  | Rola                      | Aktywność          | Uwagi         |
| ---- | --------- | ------------- | ---------------------------- | ------------------------- | ------------------ | ------------- |
| 2009 | Drama     | KBS 2         | Boys Over Flowers            | Young So Yi-jung          | aktor drugoplanowy |               |
| 2014 | Drama     | VTFPC         | Forever Young                | jako on sam               | cameo              |               |
| 2015 | Drama     | Mnet          | Persevere, Goo Hae Ra        |                           | cameo              |               |
| 2015 | Web Drama | MBC           | To be Continued              | jako on sam               | główna rola        | [ 50 ]        |
| 2016 | Web Drama | Naver TV Cast | My Romantic Some Recipe      | jako on sam               | cameo              | 6 odcinek     |
| 2017 | Web Drama | Naver TV Cast | Idol Fever                   |                           | cameo              | [ 51 ]        |
| 2017 | Web Drama | Oksusu        | Sweet Revenge                | jako on sam               | cameo              |               |
| 2019 | Drama     | JTBC          | Moment of Eighteen           | Jung Oh-je                | aktor drugoplanowy | [ 52 ] [ 53 ] |
| 2019 | Web Drama |               | Soul Plate                   | Anioł Muriel              | główna rola        | [ 54 ] [ 55 ] |
| 2020 | Web Drama | Lifetime      | The Mermaid Prince           | Woo Hyuk                  | główna rola        |               |
| 2020 | Web Drama | Lifetime      | Mermaid Prince:the Beginning | Choi Woo Hyuk             | główna rola        |               |
| 2020 | Web Drama | Naver TV Cast | No Going Back Romance        | pierwsza miłość Han Sodam | cameo              |               |
| 2021 | Web Drama | Inssa Oppa    | Find Me If You Can           | Moon Do Bin               | aktor drugoplanowy | 6 odcinek     |

### Host
| Data | Nazwa stacji | Tytuł programu                 | Szczegóły                                             |
| ---- | ------------ | ------------------------------ | ----------------------------------------------------- |
| 2016 | Mnet         | M Countdown                    | specjalny MC z Jinyea (15 grudnia 2016)               |
| 2018 | Mnet         | M Countdown                    | specjalny MC z (3 maja 2018)                          |
| 2018 | Mnet         | M Countdown                    | specjalny MC z (9 sierpnia 2018)                      |
| 2018 | KBS          | Incheon K-Pop Concert          | MC z Kim Do-yeon (1 września 2018)                    |
| 2019 | Mnet         | M Countdown                    | specjalny MC z (17 stycznia 2019)                     |
| 2020 | MBC Plus     | Show Champion                  | MC z Yoon Sanhą i Kang Minem (4 marca 2020 ~ obecnie) |
| 2020 | GangNamGu    | Gangnam Festival K-Pop Concert | MC z Tiffany Young (18 października 2020)             |

### Programy muzyczne
| Data            | Nazwa stacji | Tytuł                             | Piosenka                       | Kolaboracja                                                                                         | Link                        |
| --------------- | ------------ | --------------------------------- | ------------------------------ | --------------------------------------------------------------------------------------------------- | --------------------------- |
| 18 grudnia 2020 | KBS 2        | 2020 KBS Song Festival            | GOT7 "Hard Carry"              | Hyunjin (Stray Kids), Juyeon (The Boyz), Shotaro (NCT)                                              | [ 58 ] [ 59 ] [ 60 ]        |
| 25 grudnia 2021 | SBS          | 2021 SBS Gayo Daejeon: WELCOME    | TVXQ "Mirotic"                 | Hyunjin (Stray Kids), Juyeon (The Boyz), Yoo Taeyang (SF9), WOODZ                                   | [ 61 ] [ 62 ] [ 63 ]        |
| 31 grudnia 2021 | MBC          | 2021 MBC Music Festival: TOGETHER | SuperM "Tiger Inside"          | Lee Know (Stray Kids), Juyeon (The Boyz), Q, Kim Donghyun (AB6IX), Kino (Pentagon), ONEUS Hwanwoong | [ 64 ] [ 65 ]               |
| 24 czerwca 2022 | KBS          | Music Bank                        | Baek Ji-young "My Ear's Candy" | Moonsua (Billlie)                                                                                   | [ 66 ] [ 67 ] [ 68 ] [ 69 ] |

### Reklamy
| Rok            | Marka                              | Produkt                         | Link   |
| -------------- | ---------------------------------- | ------------------------------- | ------ |
| 2009           | Samsung                            | Marka                           | [ 70 ] |
| 2021 – obecnie | 네이키드니스(NEIKIDNIS)            | Ubrania                         | [ 71 ] |
| 2022           | 멈칫(MUMCHIT)                      | Kosmetyki do ciała              | [ 72 ] |
| 2022           | Google Photo Moonbina z Galaxy S22 | Galaxy S22 i Google Photo       | [ 73 ] |
| 2022           | 제이준(JAYJUN)                     | Kosmetyki do pielęgnacja twarzy | [ 74 ] |
| 2022           | 오아린(Oarine)                     | Okulary przeciwsłoneczne        | [ 75 ] |

### Radio
| Rok  | Nazwa stacji | Tytuł programu  | Szczegóły                                                                |
| ---- | ------------ | --------------- | ------------------------------------------------------------------------ |
| 2018 | MBC 표준FM   | IDOL RADIO      | gość razem z Hwi Young i Younghoon (12 października 2018 – 18 maja 2019) |
| 2019 | MBC 표준FM   | IDOL RADIO      | gość razem z Park Je Up, E-Tion i Kim Jibeom (25 stycznia 2019)          |
| 2019 | MBC 표준FM   | IDOL RADIO      | gość razem z MJ,Hui i Jinho (24 kwietnia 2019)                           |
| 2019 | SBS Power FM | Cultwo Show     | gość (14 października 2019)                                              |
| 2021 | NOW.         | Aven Girls      | gość razem innymi z idolami z rocznika 98' (20 stycznia 2021)            |
| 2021 | NOW.         | Vogue Ship Show | gość (17 lutego 2021)                                                    |

### Teledyski
| Rok  | Artysta | Piosenka  | Szczegóły          |
| ---- | ------- | --------- | ------------------ |
| 2007 | TVXQ    | "Ballons" | młody U-Know Yunho |

### Sesje zdjęciowe
| Rok  | Czasopismo                  | Wydanie        | Szczegóły        |
| ---- | --------------------------- | -------------- | ---------------- |
| 2018 | Nylon                       | listopadowe    | z Cha Eunwoo     |
| 2018 | Men's Health                | grudniowe      | model na okłądkę |
| 2019 | ELLE                        | lipcowe        |                  |
| 2020 | Vogue                       | majowe         |                  |
| 2020 | "Beautiful Beauty+"         | październikowe | z Yoon Sanhą     |
| 2020 | JUNON Japan                 | listopadowe    | z Yoon Sanhą     |
| 2020 | Marie Claire                | listopadowe    | z Yoon Sanhą     |
| 2020 | China's K!ND Magazine's     | jesienne       | z Yoon Sanhą     |
| 2020 | e.L.e Magazine              |                | z Yoon Sanhą     |
| 2021 | Y Magazine Vol.2            |                | z Yoon Sanhą     |
| 2021 | "Singles"                   | październiowe  | z Yoon Sanhą     |
| 2022 | COSMOPOLITAN                | kwietniowe     | z Yoon Sanhą     |
| 2022 | Arena Homme Plus            | majowe         | [ 76 ]           |
| 2022 | Hallyu Pia Japan            | majowe         | z Yoon Sanhą     |
| 2022 | 1st LOOK First Look No. 242 |                |                  |

## Nagrody i nominacje
| Ceremonia nagród            | Rok  | Kategoria                    | Za                 | Wynik      | Przypisy      |
| --------------------------- | ---- | ---------------------------- | ------------------ | ---------- | ------------- |
| APAN Music Awards           | 2020 | Artysta Roku – Mężczyźni     | Moon Bin           | Nominowany | [ 77 ]        |
| Brand of the Year Awards    | 2020 | Male Actor Idol of the Year  | The Mermaid Prince | Nominowany |               |
| Seoul Webfest Film Festival | 2022 | Najlepszy Aktor Drugoplanowy | Find Me If You Can | Nominowany | [ 78 ] [ 79 ] |